# Colector (electric)
Colectorul electric comutator este un dipozitiv electromecanic de comutare, component al unor mașini electrice (motoare de curent continuu și generatoare de c.c.). Un colector electric face posibilă, în cazul motarelor de c.c., alimentarea cu curent continuu a înfășurărilor de pe rotoare, de la circuitul sursă extern, schimbând prin comutare sensul curentului în înfășurările rotorice în mod sincronizat cu rotația (poziția) rotorului, așa încât să se producă un moment (cuplu) de rotație unidirecțional continuu al rotorului.

## Principiu electromagnetic
Din p.d.v. electromagnetic, asta se explică prin schimbare sincronizată a polarității câmpului magnetic rotoric în raport cu poziția rotorului față de stator, așa încât prin interacțiune cu câmpul magnetic constant al statorului să se producă o forță electrodinamică de rotație unidirecțională continuă. Primul colector (comutator) a fost construit de Hypolite Pixii pe baza unei sugestii a lui Ampere.

## Funcționare
Pe rotor există bobinate, de regulă, mai multe înfășurări electrice ale căror capete sunt conectate la colector. Schimbările de sens ale curentului făcute prin intermediul colectorului (comutator) electric realizează în rotor o trecere a curentului de la înfășurare la înfășurare, respectiv o alternare corespunzătoare a sensului lui prin ele. Aceasta este necesar pentru a crea în contextul spațial al motorului o poziționare corespunzătoare a perechilor de poli magnetici de pe rotor și stator, spre producerea cuplului de rotire (moment de rotire). Cuplul de rotație unidirecțional necesar funcționării unui motor electric, ia naștere doar dacă există posibilitatea spațială continuu întreținută, ca polii magnetici de pe stator să se respingă (la același nume, NN sau SS) cu cei creați pe rotor sau să se atragă (la nume contrar, NS sau SN) cu ei. 

## Construcție
Lamele de cupru suprapuse sub formă de coroană izolate între ele cu plăci de micaniță.